# Коле Мастројани (Фрозиноне)
Коле Мастројани је насеље у Италији у округу Фрозиноне, региону Лацио.
Према процени из 2011. у насељу је живело 57 становника. Насеље се налази на надморској висини од 331 м.